# Anthrax chaparralus
Anthrax chaparralus är en tvåvingeart som beskrevs av Marston 1963. Anthrax chaparralus ingår i släktet Anthrax och familjen svävflugor. Inga underarter finns listade i Catalogue of Life.